# Charles Kamathi
Charles Waweru Kamathi (Nyeri, 18 maggio 1978) è un mezzofondista e maratoneta keniota, campione mondiale dei 10000 metri piani ad Edmonton 2001.

## Biografia
Nella sua unica partecipazione olimpica è stato 13º sui 10000 m piani ad Atene 2004. Come molti mezzofondisti, ha destinato l'ultima parte della sua carriera agonistica alle maratone, nelle quali gareggia dal 2007.
Il suo primato personale di 26'51"49 sui 10000 m piani, rappresenta la 34ª prestazione tra i migliori atleti di ogni epoca.

## Progressione

### Maratona
| Stagione | Tempo    | Luogo     | Data       | Rank. Mond. |
| -------- | -------- | --------- | ---------- | ----------- |
| 2010     | 2h07'38" | Eindhoven | 10-10-2010 | 33º         |
| 2008     | 2h07'33" | Rotterdam | 13-4-2008  | 21º         |
| 2007     | 2h11'25" | Milano    | 2-12-2007  | 132º        |

## Palmarès
| Anno | Manifestazione             | Sede          | Evento        | Risultato | Prestazione | Note |
| ---- | -------------------------- | ------------- | ------------- | --------- | ----------- | ---- |
| 2000 | Mondiali di cross          | Vilamoura     | Corsa lunga   | 7º        | 35'51"      |      |
| 2001 | Mondiali di cross          | Ostenda       | Corsa lunga   | Bronzo    | 40'05"      |      |
| 2001 | Mondiali                   | Edmonton      | 10000 m piani | Oro       | 27'53"25    |      |
| 2002 | Mondiali di cross          | Dublino       | Corsa lunga   | 5º        | 35'29"      |      |
| 2002 | Mondiali di mezza maratona | Bruxelles     | Individuale   | 9º        | 1h02'01"    |      |
| 2002 | Mondiali di mezza maratona | Bruxelles     | A squadre     | Oro       | 3h04'42"    |      |
| 2003 | Mondiali                   | Saint-Denis   | 10000 m piani | 7º        | 27'45"05    |      |
| 2004 | Mondiali di cross          | Bruxelles     | Corsa lunga   | 5º        | 36'36"      |      |
| 2004 | Campionati africani        | Brazzaville   | 10000 m piani | Oro       | 28'07"83    |      |
| 2004 | Giochi olimpici            | Atene         | 10000 m piani | 13º       | 28'17"08    |      |
| 2005 | Mondiali di cross          | Saint-Galmier | Corsa lunga   | 10º       | 36'03"      |      |
| 2005 | Mondiali                   | Helsinki      | 10000 m piani | 12º       | 27'37"82    |      |

## Campionati nazionali
2001
- Oro ai campionati kenioti, 10000 m piani - 27'47"33
- 4º ai campionati kenioti di corsa campestre - 36'41"

2002
- 10º ai campionati kenioti, 10000 m piani - 28'20"98
- 5º ai campionati kenioti di corsa campestre - 36'49"

2003
- Bronzo ai campionati kenioti, 10000 m piani - 13'37"04

2004
- Oro ai campionati kenioti, 10000 m piani - 13'45"7
- 6º ai campionati kenioti di corsa campestre - 35'52"

## Altre competizioni internazionali
2000
- Oro alla Cinque Mulini ( San Vittore Olona) - 34'01"
- Oro all'Amendoeiras em Flor ( Albufeira) - 29'30"
- Oro al Cross Internacional de Italica ( Italica) - 20'30"

2001
- Oro alla Dam tot Damloop ( Zaandam), 10 miglia - 46'05"
- Argento al Giro Media Blenio ( Dongio) - 28'14"
- Bronzo al Memorial Peppe Greco ( Scicli) - 29'21"
- Oro alla Cinque Mulini ( San Vittore Olona) - 37'07"
- 4º al Cross di Alà dei Sardi ( Alà dei Sardi) - 31'58"
- Argento al Cross Internacional Zornotza ( Amorebieta-Etxano) - 31'52"
- Oro al Cross Internacional de Italica ( Italica) - 31'48"

2002
- Argento alla Stramilano ( Milano) - 1h00'22"
- Oro alla Dam tot Damloop ( Zaandam), 10 miglia - 45'08"
- Oro al Memorial Peppe Greco ( Scicli) - 28'31"
- Argento alla Cinque Mulini ( San Vittore Olona) - 35'08"
- 7º al Campaccio ( San Giorgio su Legnano) - 35'55"
- Oro al Cross Internacional Valle de Llodio ( Llodio) - 26'57"
- Oro al Cross Internacional de Soria ( Soria) - 26'04"
- Argento al Cross Internacional Memorial Juan Muguerza ( Elgoibar) - 31'57"

2003
- 8º alla World Athletics Final ( Monaco), 5000 m piani - 13'34"65
- Argento alla Dam tot Damloop ( Zaandam), 10 miglia - 46'01"
- 9º al Memorial Peppe Greco ( Scicli) - 30'01"
- Bronzo al Campaccio ( San Giorgio su Legnano) - 36'01"
- Argento al Cross di Alà dei Sardi ( Alà dei Sardi) - 32'32"

2004
- 7º alla World Athletics Final ( Monaco), 5000 m piani - 13'15"02
- 8º alla Mezza maratona di Lisbona ( Lisbona) - 1h00'28"

2005
- 4º al Nairobi International Crosscountry ( Nairobi) - 35'34"

2006
- 5º alla Mezza maratona di Udine ( Udine) - 1h01'17"
- Oro al Juan Muguerza Cross-Country Race ( Elgoibar) - 32'23"

2007
- 4º alla Milano Marathon ( Milano) - 2h11'25"

2008
- Bronzo alla Maratona di Berlino ( Berlino) - 2h07'48"
- Bronzo alla Maratona di Rotterdam ( Rotterdam) - 2h07'33"
- Argento alla Mezza maratona di Lisbona ( Lisbona) - 1h00'45"

2010
- Oro alla Maratona di Eindhoven ( Eindhoven) - 2h07'38"
- Argento alla Milano Marathon ( Milano) - 2h11'24"
- Argento alla Dam tot Damloop ( Zaandam), 10 miglia - 45'15"

2012
- Bronzo alla Verbania Lago Maggiore Half Marathon ( Verbania) - 1h02'18"